# レーシャ・ウクライーンカ
レーシャ・ウクライーンカ（ウクライナ語: Леся Українка；1871年2月25日 – 1913年8月1日）は、ウクライナを代表する詩人、作家、劇作家、翻訳者、文芸評論家。本名はラルィーサ・ペトリウナ・コサッチ（ウクライナ語: Лариса Петрівна Косач）。「ウクライナの女性」を意味する筆名「レーシャ・ウクライーンカ」で知られ、ウクライナ文学の発展に大きく貢献した。女性解放運動やウクライナの民族解放運動にも積極的に関与し、社会主義やマルクス主義の思想にも影響を受けた。
代表作には詩集『歌の翼の上に』（1893年）、『思いと夢』（1899年）、『反響』（1902年）、詩劇『森の歌』（1911年）、歴史劇『貴族婦人』（1914年）などがある。『森の歌』はウクライナの多神教神話を基にした詩劇で、バレエやオペラにも翻案されている。

## 生涯

### 幼少期と教育

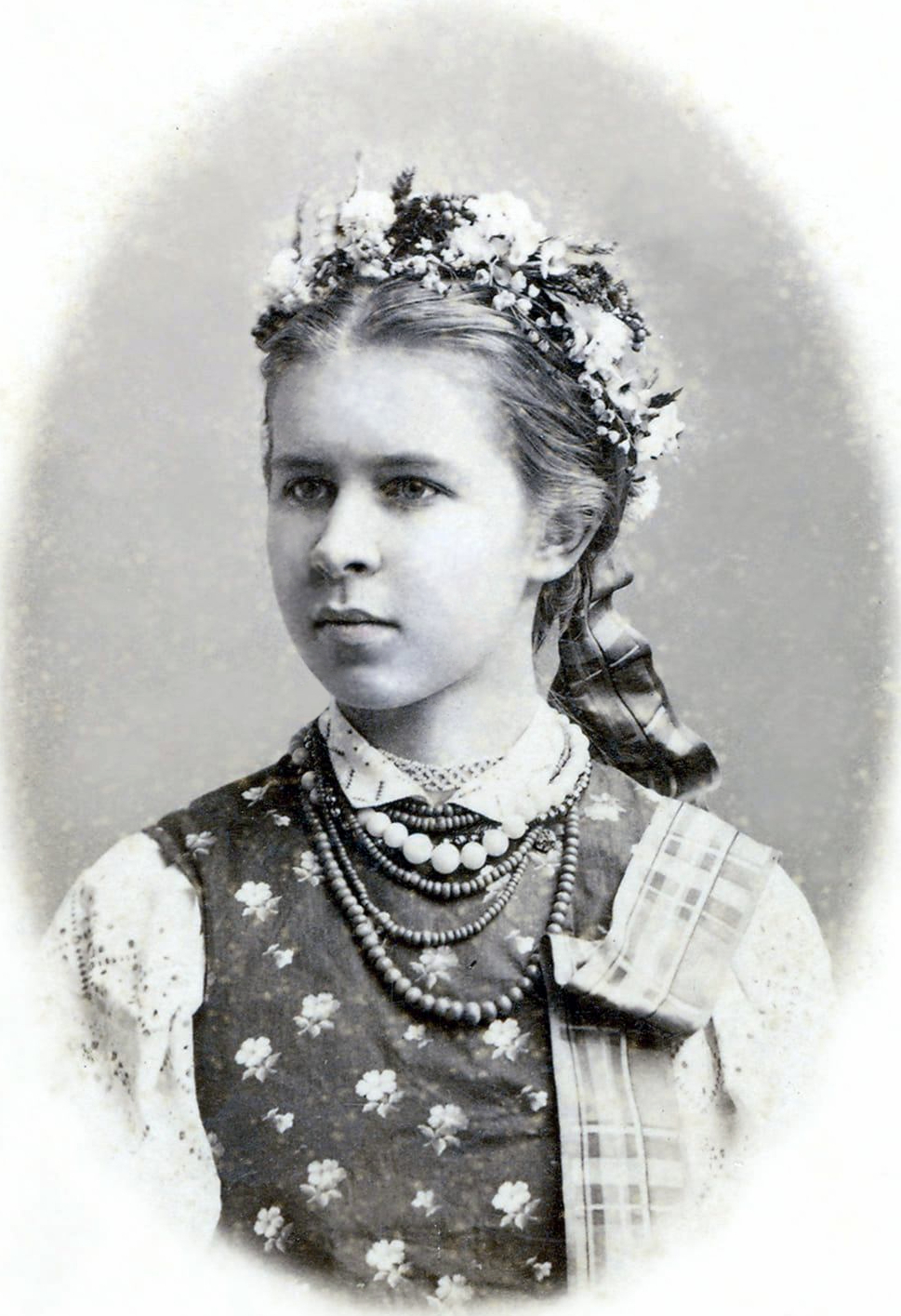
少女時代のラルィーサ・コサッチ

レーシャ・ウクライーンカは1871年2月25日、ロシア帝国ヴォルィーニ県のノヴォフラード・ヴォルィーンシクィイ（現ウクライナ・ジトーミル州ジヴィアーヘリ）で生まれた。父ペトロ・コサッチはチェルニーヒウ出身の法学者で、ウクライナ文化の振興に尽力した地元名士。母オレーナ・プチールカは詩人・児童文学作家で、女性解放運動の活動家だった。叔父ムィハーイロ・ドラホマーノウは著名な歴史家・民俗学者で、レーシャの精神的指導者となった。
コサッチ家ではウクライナ語のみが使用され、子供たちはロシア語教育の学校を避け、ウクライナ人の家庭教師による教育を受けた。レーシャは4歳で読み書きを習得し、兄ムィハーイロ（筆名：ムィハーイロ・オバーチヌィ）と共に外国語の原書を読めるほど語学に優れていた。彼女は英語、ドイツ語、フランス語、イタリア語、ギリシア語、ラテン語、ポーランド語、ロシア語、ブルガリア語を流暢に操り、ハインリヒ・ハイネやニコライ・ゴーゴリの作品を翻訳した。
8歳の時、叔母オレーナ・コサッチの政治活動による逮捕と流刑に衝撃を受け、初の詩「希望」を書いた。1879年、家族はルーツィクに移り、父が近隣のコロジャージュネ村に家を建てた。叔父ドラホマーノウの勧めで、ウクライナの民謡、民話、聖書を学び、ムィコーラ・ルィセンコやムィハーイロ・スタールィツィクィイといった文化人からも影響を受けた。

### 文学活動の開始

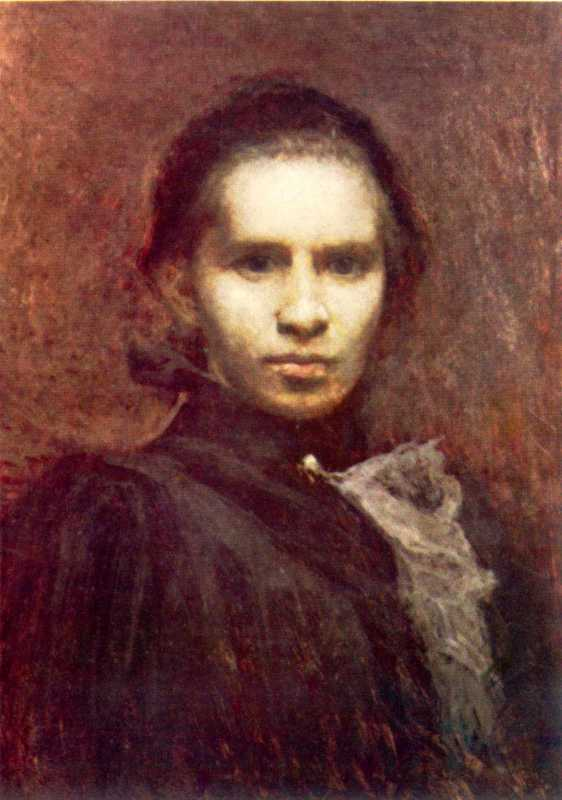
イヴァン・トゥラーシュ画「レーシャ・ウクライーンカの肖像」（1900年）

13歳の1884年、リヴィウの雑誌『ゾリャ』（星）に詩「鈴蘭」と「サッポー」を発表し、筆名「レーシャ・ウクライーンカ」を初めて使用した。これは母オレーナの提案によるもので、ロシア帝国のウクライナ語出版禁止令を回避するためだった。1885年、兄ムィハーイロと共同でゴーゴリの翻訳をリヴィウで出版。1890年、妹のために『東洋民族の古代史』を執筆し、イヴァン・フランコの協力で出版した。
1893年、初の詩集『歌の翼の上に』をリヴィウで出版（1904年にキエフで再版）。1899年に『思いと夢』、1902年に『反響』を刊行。これらの詩集は、ウクライナの自然、愛国心、個人の孤独をテーマとし、タラス・シェフチェンコやフランコの影響を受けた。詩「Contra spem spero!」（1890年）は、逆境に立ち向かう勇気と女性戦士の自己創造を描き、彼女の代表作の一つとなった。

### 劇作家としての飛躍
1890年代後半から、レーシャは劇作に注力。初の戯曲『青い薔薇』（1896年）は、ウクライナの知識階級の生活を描き、従来の農民中心のウクライナ演劇に新たな視点をもたらした。この作品では、精神科医アレクサンドル・ドラホマーノウの助言を受け、狂気と自由のテーマを探求した。その後の作品には『カッサンドラ』（1903–1907年）、『地下墓地にて』（1905年）、『貴族婦人』（1914年）などがあり、歴史や神話を題材にした心理劇が多い。
最高傑作『森の歌』（1911年）は、ウクライナの多神教神話に基づく詩劇で、人間の男性と神界の女性（マフカ）の愛を描く。この作品はウクライナの民俗文化を象徴し、バレエやオペラ、アニメ（『マフカ 森の歌』）に翻案された。

### 政治活動とマルクス主義
レーシャはウクライナの民族解放と女性解放を強く支持し、キエフの文学芸術協会（1895–1897年）や「プレイアーダ」（1888年設立の文学サークル）に参加。プレイアーダでは、ウクライナ文学の振興と外国文学の翻訳を推進し、ゴーゴリの『ディカーニカ近郷夜話』などを翻訳した。ロシア帝国のウクライナ語抑圧政策（エムス法、1876年）に抗議し、1907年にツァーリ警察に一時逮捕された。
1901年、オーストリア・マルクス主義のムィコラ・ハンケヴィチに、キエフの同志による『共産党宣言』のウクライナ語訳を提供。彼女自身もマルクス主義に共感し、社会正義を詩や評論で訴えた。日本のウクライナ文学研究では、彼女の社会主義的視点がウクライナのナショナル・アイデンティティ形成に寄与したと評価されている。

### 私生活と性的指向

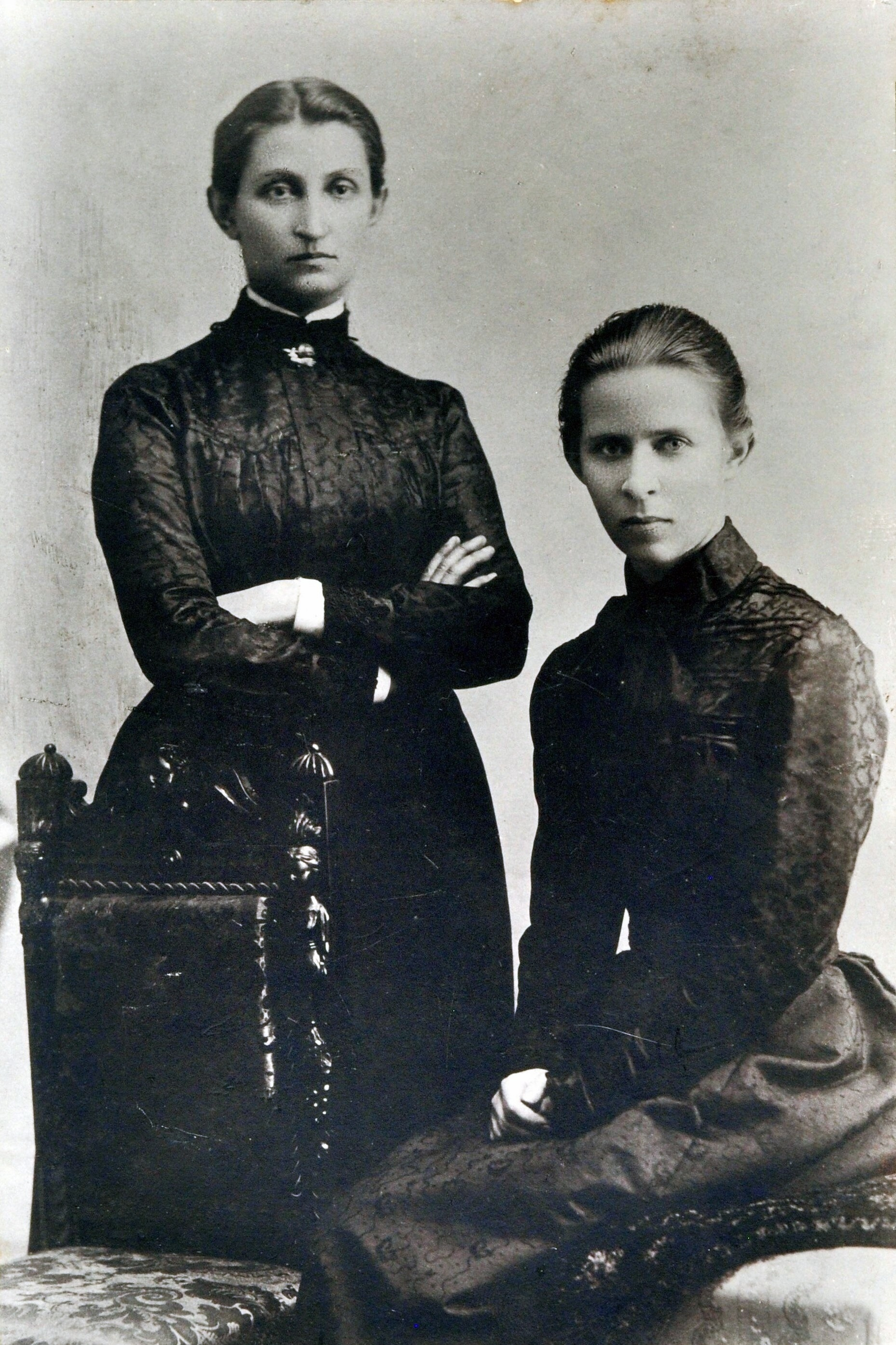
オルハ・コビリアンスカとレーシャ（1901年）

レーシャは幼少期から骨の結核に悩まされ、治療のためクリミア、グルジア、イタリア、エジプトなどを頻繁に訪れた。ピアニストを目指したが、病のため断念し、文学に専念した。
1897年、ヤルタで結核治療中のセルヒーイ・メルジーンシクィイと出会い、恋に落ちた。彼の死（1901年）に際し、一晩で戯曲『憑依』を書き上げた。彼女の詩「あなたの書簡はいつも枯れた薔薇の香りがする」は、この恋に触発された。
レーシャと作家オルハ・コビリアンスカの関係は、文学研究者の間で議論の的となっている。1891年から文通を始め、1901年のチェルニウツィーでの対面後、親密な手紙を交わした。二人は「誰か」（ウクライナ語: хтось）という性中立な呼称を使い、愛情を表現。ウクライナの研究者ソロミヤ・パヴリチュコはこれを「レズビアンの幻想」と評したが、オクサナ・ザブシュコらは当時の文学的慣習だと主張する。日本のフェミニズム研究では、レーシャの女性解放思想とこの関係が、ウクライナ文学におけるジェンダー表現の先駆けとして注目されている。
1907年、裁判所職員で民俗学者のクルィメント・クウィートカと結婚。夫妻はクリミア、後にグルジアに移住した。

### 晩年と死
1913年8月1日、グルジアのスラミ（現トビリシ近郊）の療養地で結核により死去、42歳。キエフのバキコヴェ墓地に埋葬された。彼女の死は、ウクライナの文化界に大きな衝撃を与え、イヴァン・フランコは「ウクライナ文学の巨星が落ちた」と悼んだ。

## 創作活動

### 詩
レーシャの詩は、自然の美、愛国心、個人の闘争をテーマとし、モダニズムと象徴主義の要素を融合させた勇気と抵抗の精神で知られる。9歳で書いた「希望」（1879年）は、叔母の流刑に触発された作品で、幼少期の感受性を示す。1884年にリヴィウの雑誌『ゾリャ』で「鈴蘭」と「サッポー」を発表し、詩人としてデビュー。詩集『歌の翼の上に』（1893年）、『思いと夢』（1899年）、『反響』（1902年）を刊行した。詩「Contra spem spero!」（1890年）は、逆境での希望を歌い、女性戦士のイメージを確立した。彼女の詩は、タラス・シェフチェンコ、パンテレイモン・クーリシュ、ハインリヒ・ハイネの影響を受け、ウクライナのナショナル・アイデンティティを強化したと日本の研究でも評価されている。

### 戯曲
レーシャの戯曲は、ウクライナ文学にモダニズムと象徴主義をもたらした。初の戯曲『青い薔薇』（1896年）は知識階級の心理を描き、従来の農民中心のウクライナ演劇に新たな視点を提供した。最高傑作『森の歌』（1911年）は、ウクライナの多神教神話を基に、人間の男性と神界の女性（マフカ）の愛を詩的に表現。日本の文学事典でも、その詩的言語と民俗的魅力が高く評価されている。『貴族婦人』（1910年執筆、1914年出版）は、17世紀ウクライナの家族悲劇を描き、歴史劇としての深みを加えた。これらの作品は、バレエやオペラに翻案され、ウクライナ文化の象徴となっている。

### 散文
レーシャの散文は、農村生活や女性の内面、民族意識をテーマとし、フェミニズムの視点が特徴的である。代表作には、農村生活を描いた「その運命」「聖夜」、童話「三つの真珠」「蝶」などがある。未完の「エクバル・ハネム」は、アラブ女性の心理と抑圧を描き、彼女の国際的視点を反映した。日本の研究では、レーシャの散文が女性解放とウクライナの文化的アイデンティティを融合させた先駆的作品と評価されている。

## 遺産

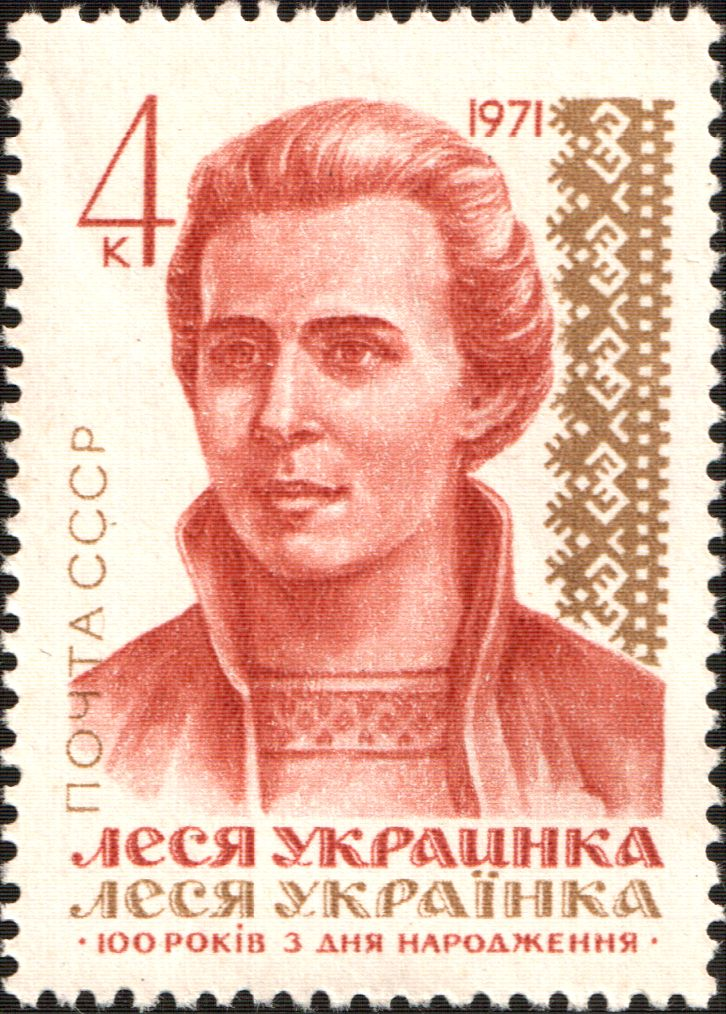
生誕100周年記念のソビエト切手（1971年）

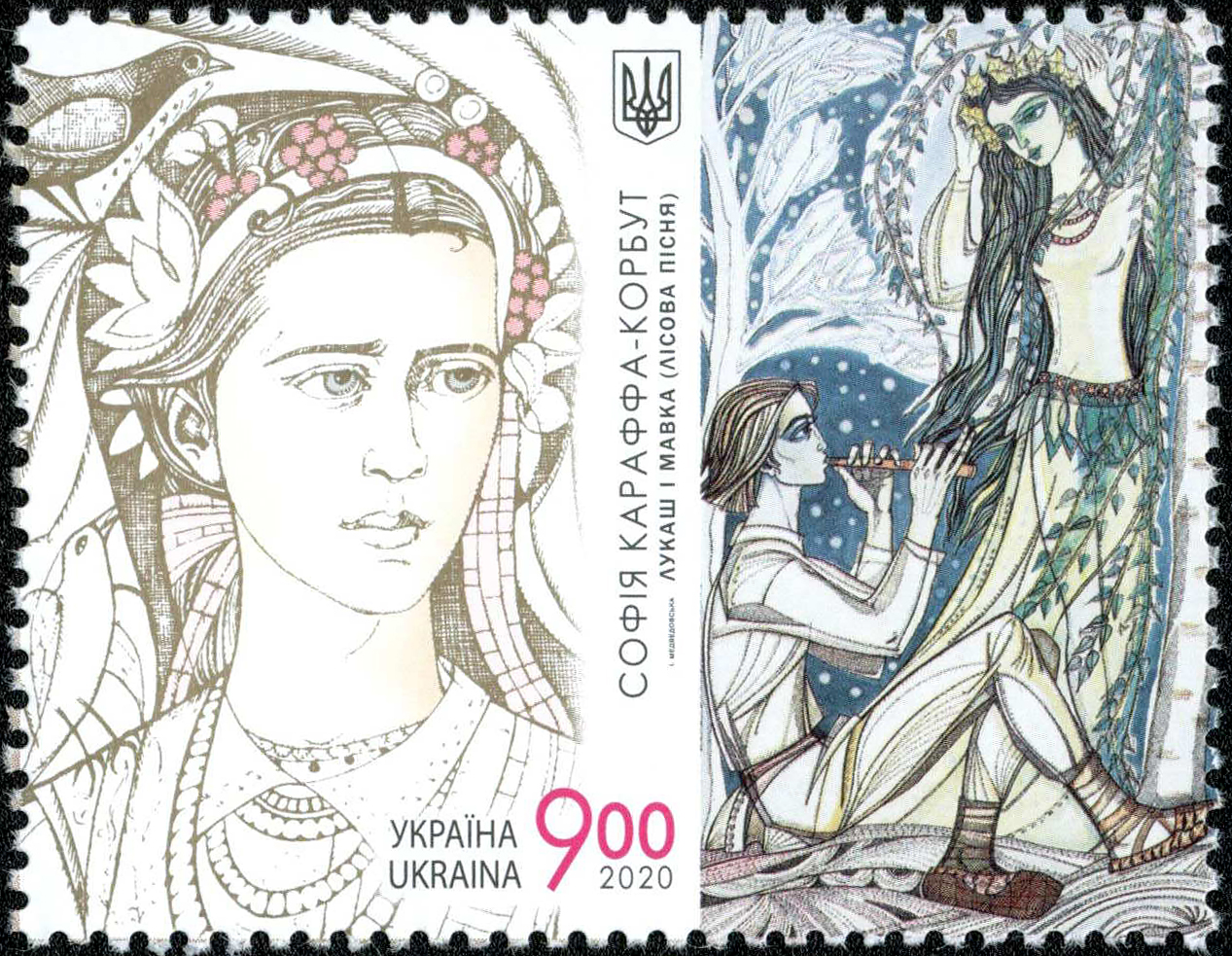
生誕150周年記念切手『森の歌』のルカシュとマフカ（2020年）

レーシャ・ウクライーンカはウクライナの国民的詩人として讃えられ、キエフのレーシャ・ウクライーンカ劇場やドニプロのレーシャ・ウクライーンカ通りなどに名を残す。ウクライナ・フリヴニャ200フリヴニャ紙幣（2020年）や記念銀貨（2021年）に肖像が採用された。
ウクライナ国内外に多くの記念碑があり、カナダ（トロント、サスカチュワン大学）、アメリカ（クリーブランド）、アゼルバイジャンなどに像が建つ。トロントのハイパークでは、毎年夏にウクライナ人コミュニティが彼女を記念する集会を開催。日本では、原利夫による『ウクライナ詩集』（1971年）に『森の歌』の一部が翻訳され、ウクライナ文学研究者の間で高く評価されている。
彼女の作品は映画や演劇に翻案され、『森の歌』（1961年、1981年、2022年）や『カッサンドラ』（1974年）などが映像化された。作曲家タマラ・マリウコヴァ・シドレンコやユディフ・ロジャフスカヤは彼女の詩に曲をつけた。日本のスラヴ研究では、レーシャの作品がウクライナの文化的アイデンティティと女性の自己表現の象徴として注目されている。

## 記念施設
- レーシャ・ウクライーンカ博物館（キエフ）
- コロジャージュネのレーシャ・ウクライーンカ博物館
- ジヴィアーヘリのレーシャ・ウクライーンカ博物館
- スラミのレーシャ・ウクライーンカ博物館
- ヤルタのレーシャ・ウクライーンカ博物館
- ジヴィアーヘリのコサッチ家博物館

## 関連文献
- （日本語） 原田義也 (2007). “レーシャ・ウクラインカ再読 : ウクライナ文学におけるナショナル・アイデンティティ”. スラヴ研究 (北海道大学スラブ研究センター) 54:  207–224. NAID 120001377322.
- （日本語） 小椋彩 (2010). “ウクライナの女性作家たち：レーシャ・ウクライーンカとオルハ・コビリアンスカを中心に”. スラヴ研究 (北海道大学スラブ研究センター) 57:  185–202. NAID 120002647583.